# Polycentropus virginiae
Polycentropus virginiae – gatunek chruścika z rodziny przyocznicowatych i podrodziny Polycentropodinae.
Gatunek ten opisany został po raz pierwszy w 2011 roku przez Stevena W. Hamiltona i Ralpha W. Holzenthala na łamach „ZooKeys”. Jako lokalizację typową wskazano Córrego da Serra de Ouro Fino w Vale do Tropeiro w brazylijskim stanie Minas Gerais.
Chruścik o ciemnobrązowym do czarnego ciele i odnóżach. Skrzydło przednie osiąga od 5,5 do 7 mm długości. Ubarwienie skrzydła jest czarne, bez łatek z jaśniejszych szczecinek. Odwłok samca ma szerokie, prawie trójkątne w widoku bocznym, a widoku brzusznym lekko trapezowate z bardzo słabo przewężonymi pośrodku bokami oraz słabo wklęśniętym brzegiem tylnym dziewiąte sternum. Bardzo długa, dłuższa niż wysokość odwłoka, lekko zakrzywiona w połowie nasadowej i dalej prosta przysadka pośrednia ma niezmodyfikowaną podstawę. Przysadka preanalna ma bardzo krótki i u szczytu zaokrąglony wyrostek mezolateralny, u podstawy szeroko połączony z grzbietową częścią doogonowo skierowanego i palcowatego wyrostka mezowentralnego tejże przysadki. Przysadka dolna jest w widoku brzusznym okrągława i opatrzona zaostrzonym kolcem kaudalnomezalnym, a w widoku bocznym krótka, trapezowata, o wysokiej, trójkątnie przedłużonej flance grzbietowo-bocznej oraz szerokim, tępym i nasadowo umieszczonym kolcu mezowentralnym. Krótka fallobaza ma szeroki wyrostek wierzchołkowo-brzuszny o jednym szczycie, szeroki w widoku grzbietowym skleryt fallotremy oraz wąskie pasmo zesklerotyzowane endoteki. Y-kształtny skleryt subfalliczny ma wąskie wypustki boczne nóżki i długie ramiona.
Owad neotropikalny, endemiczny dla Brazylii.